# Campagne de Serbie (1914)
Pour les articles homonymes, voir Campagne de Serbie.
Première Guerre mondiale
Batailles
Front des Balkans
- Front austro-serbe : Campagne de Serbie (7-1914)
- Campagne de Serbie (10-1915)
- Le Cer (8-1914)
- La Kolubara (9-1914)
- Salonique (10-1915
- Krivolak (10-1915)
- Kosovo (11-1915)
- Kosturino (12-1915)
- 1re Doiran (8-1916)
- Strymon (8-1916)
- Kaïmatchalan (9-1916)
- 1re Monastir (9-1916)
- 2e Monastir (3-1917)
- 2e Doiran (4-1917)
- Skra-di-Legen (5-1918)
- Vardar (9-1918)
- Dobropolje (9-1918)
- 3e Doiran (9-1918)
- Uskub (9-1918)
- Campagne de Serbie (9-1918)

Front d'Europe de l'Ouest
Front italien
Front d'Europe de l'Est
Front africain
Front du Moyen-Orient
Bataille de l'Atlantique
La campagne de Serbie, lancée par les Austro-Hongrois dès les premiers jours de la Première Guerre mondiale, constitue la première tentative des puissances centrales pour s'emparer des territoires du royaume de Serbie. Mettant aux prises des unités serbes et des unités austro-hongroises, la campagne de 1914 tourne rapidement à l'avantage des Serbes. À la fin de l'année 1914, le front se stabilise, les Serbes ayant repoussé les troupes de la double monarchie hors du royaume.

## Contexte
Conformément aux plans de mobilisation établis durant les années antérieures, le gouvernement serbe s'installe à Niš, la deuxième ville du royaume, promue capitale du royaume en guerre, tandis que l'état-major de l'armée serbe installe ses quartiers à Kragujevac, arsenal du pays.

## Forces en présence

### Armée serbe
L'armée serbe est placée sous le commandement du voïvode Radomir Putnik, soldat expérimenté, auquel est associé le prince-régent Alexandre, jaloux de sa position. 
L'armée serbe compte 300 000 hommes, des soldats entraînés et expérimentés ayant participé aux guerres balkaniques, mais mal équipés et souvent vêtus de leurs habits civils. Cette troupe est répartie en trois levées, permettant d'appeler les hommes valides par tranche d'âge : durant l'été 1914, seules les deux premières levées, réunissant les hommes de 21  à   39 ans, sont envoyées au combat. 
Cette force importante compte cependant de nombreuses faiblesses. Elle est mal équipée et souvent mal vêtue : il n'est pas rare de voir des hommes de la deuxième ou de la troisième levée combattre avec des habits civils,. De plus, privée d'une véritable industrie d'armement, l'armée serbe est dépendante des approvisionnements alliés qui lui parviennent pas voie ferrée depuis Salonique à travers les montagnes macédoniennes, mal contrôlées par le gouvernement de Belgrade,. Ensuite, l'armée serbe est déployée, en juillet 1914, le long de la frontière entre la Serbie et l'Albanie : en effet, les bandes albanaises multiplient les raids en territoire serbe, que l'armée tente de contenir et de repousser. Enfin, la déclaration de guerre de la double monarchie surprend cette armée en pleine réorganisation : chaque division ne compte alors qu'un régiment d'infanterie, privé d'artillerie lourde et de transport.
Elle est cependant largement sous-estimée par le commandement austro-hongrois : ce dernier ne tient compte ni de l'expérience militaire récente, ni des nouvelles capacités de recrutement rendues possibles par les guerres balkaniques et leur issue, favorables les unes comme l'autre au royaume de Belgrade.

### Armée monténégrine
Dès le 28 juillet, l'armée serbe reçoit le soutien de la mobilisation de l'armée monténégrine : le royaume, lié au royaume de Belgrade par des liens politiques, économiques et familiaux, déclare formellement la guerre à la double monarchie le 8 août 1914. 
Cette intervention, dictée par le souhait du roi de s'emparer de Cattaro, renforce les armées serbes de 45 000 soldats monténégrins : ces hommes, regroupés au sein d'une armée qui s'apparente plus à une milice, sont cependant insuffisamment armés ; Cependant, cette troupe médiocre bénéficie de positions menaçant directement la base navale austro-hongroise de Cattaro.

### Armée austro-hongroise

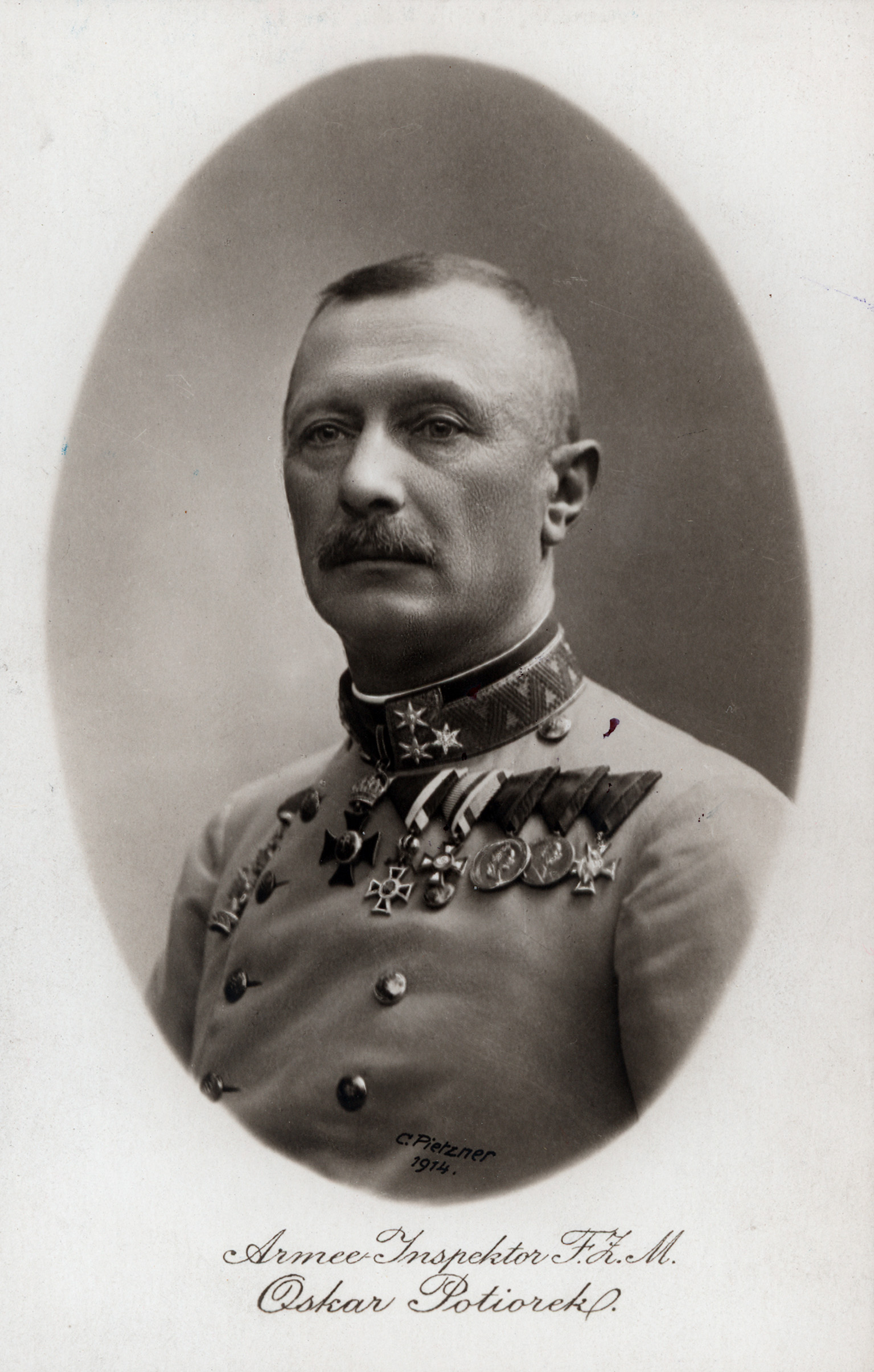
Portrait d'Oskar Potiorek, général d'Infanterie de l'Empire austro-hongrois, ayant dirigé les Ve et VIe armées durant la campagne de Serbie.

Les trois armées austro-hongroises sont toutes placées sous la direction d'Oskar Potiorek, gouverneur militaire de Bosnie-Herzégovine et responsable des opérations contre la Serbie à partir du 7 août 1914 : Oskar Potiorek exerce ainsi son autorité sur les Ve et VIe armées austro-hongroises, sur la flottille du Danube et sur les forteresses austro-hongroises positionnées sur le front serbo-austro-hongrois ; dans ce cadre, il assume le commandement direct de la VIe armée austro-hongroise. 
les trois armées austro-hongroises comptent, avant le retrait de la IVe armée commandées par Eduard von Böhm-Ermolli, 250 000 soldats, essentiellement d'unités des troupes territoriales, et de troupes de réserve, moins expérimentées que les troupes serbes,.
De plus, à toutes les étapes de la campagne, les unités déployées par la double monarchie face à l'armée serbe, sont placées en situation d'infériorité numérique.

## Opérations
Dès le 28 juillet, les artilleurs austro-hongrois pilonnent Belgrade, prélude à une action forte visant à anéantir l'armée serbe le plus rapidement possible, afin de mettre les chancelleries européennes devant le fait accompli d'une victoire austro-hongroise éclair.
Les opérations débutent vraiment le 12 août. Elles se décomposent en deux phases, toutes deux achevées par des victoires serbes. Chacune d'entre elles est conçue dans le cadre de la planification générale du conflit voulue par les stratèges austro-hongrois. 

### Planification
Dans le contexte d'une guerre sur deux fronts, face à la Russie et face à la Serbie, le commandement austro-hongrois, notamment le chef d'état-major Conrad von Hötzendorf, estime que trois puis deux armées sont suffisantes pour écraser la Serbie ; le généralissime austro-hongrois admet ainsi donner la priorité au principal adversaire militaire de la double monarchie, souhaitant d'abord rendre la Russie inoffensive avant de se retourner contre le royaume de Belgrade. 
La mission que reçoit Potiorek consiste à empêcher l'invasion du territoire de la double monarchie, le temps de maintenir à distance les unités russes ; il dispose d'une totale liberté pour remplir cette mission, soit en se contentant d'une mise en défense systématique de la frontière, soit en lançant ses unités à la conquête du royaume de Belgrade ; cependant, souhaitant rapidement venger la mort du Kronprinz impérial et royal, il planifie une offensive contre le territoire serbe, dont il présente les grandes lignes à Conrad le 4 août. 
Les plans d'offensive austro-hongroise prévoient une attaque convergente, menée par les trois armées initialement déployées le long du Danube et de la Save : la basse Drina constitue l'objectif de la 2e armée austro-hongroise. Cependant, les offensives russes poussent le commandement austro-hongrois face à la Serbie à une attitude défensive, ce à quoi Oskar Potiorek, le commandant austro-hongrois, ne se résout pas,.
Le commandement serbe, pariant sur une offensive austro-hongroise, souhaite attirer les unités austro-hongroises à l'intérieur du territoire serbe, puis, adossé au relief, les battre, alors que les troupes de la double monarchie, épuisées et accablées par la chaleur estivale, se trouveraient loin de leur base.

### Première phase

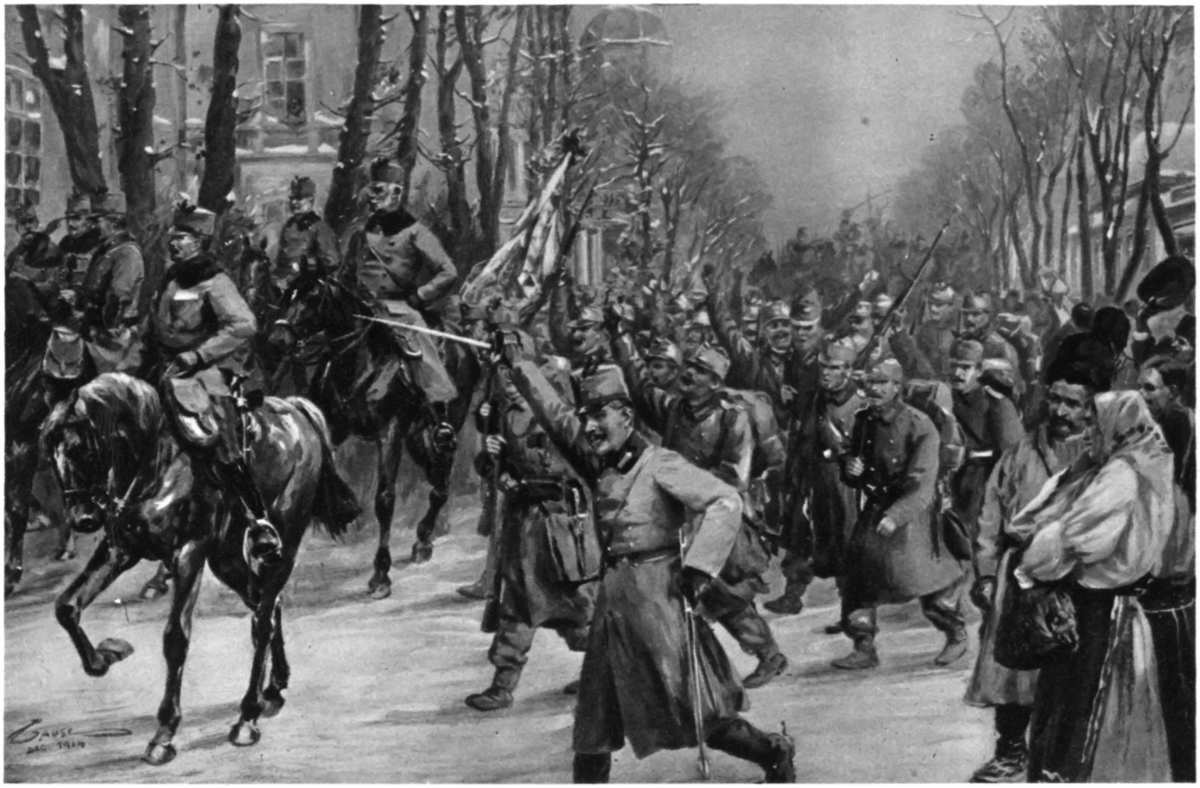
Entrée de l'empereur François-Joseph à Belgrade, par Frédèric de Haenen, 1914.

Entre le 28 juillet, date du premier bombardement austro-hongrois visant Belgrade, et le 12 août, date du déclenchement de la première offensive d'envergure contre le royaume, les combats se limitent à des duels d'artillerie, comme à Smederevo et Gradichté, et de brèves opérations destinées à fixer les troupes serbes au Nord du royaume.
Le 12 août, Oskar Potiorek lance ses unités au-delà de la Save, au Nord-Ouest du royaume, repoussant la 3e armée serbe devant elle ; cette percée inattendue constitue une surprise pour le commandement serbe qui replie toutes ses unités, réorganisant son dispositif. L'offensive austro-hongroise s'enlise rapidement, dès le troisième jour de l'attaque. Ainsi, les unités serbes, regroupées à une certaine distance de la frontière, arrêtent les unités  austro-hongroises au terme de cinq jours d'offensive, par une attaque de flanc : dès le 15 août, un détachement serbe inflige une défaite tactique aux divisions austro-hongroises aventurées dans le Nord-Ouest du royaume ; l'armée serbe inflige le 17 août au Mont Cer, puis le 21 août à Jadar, deux cuisantes défaites à l'armée commune, enlisée dans des combats décousus dans les montagnes de l'ouest de la Serbie ; ces échecs obligent le commandement austro-hongrois à ordonner une retraite dans le plus grand désordre,. 
En dépit de ces défaites, Belgrade est occupée par les Austro-hongrois le 2 septembre, puis reprise par les unités serbes dans les jours qui suivent, à la suite d'une nouvelle défaite austro-hongroise, infligée par l'armée commandée par le général Yourichitch à Adar le 4 septembre 1914.
Ces lourdes défaites entraînent également pour l'armée austro-hongroise la perte de grandes quantités de matériel de guerre : une cinquantaine de canons et de quoi rééquiper en armes et en munitions et rendre mobile l'armée serbe : à la suite de la victoire d'Adar, les Serbes récupèrent 92 canons de campagne, 8 canons de siège, 37 000 fusils Mauser etc. 
Ces unités serbes se lancent alors à l'assaut du territoire de la double monarchie, lançant des opérations en Syrmie, dans le Banat et en Bosnie-Herzégovine, mais la modestie des moyens engagés empêche de mener des opérations de grande ampleur à l'intérieur du territoire de la double monarchie, malgré la conquête de la ville de Smern. Cette offensive est menée concurremment à une nouvelle offensive austro-hongroise lancée le 6 septembre ; cette seconde offensive se révèle un échec, mais incite Putnik à redéployer ses unités, donnant ainsi le temps à Potiorek de remanier son dispositif, facilitant la défense de la Bosnie et obligeant les unités serbes à évacuer le territoire austro-hongrois dès le 18 septembre 1914. 
Dans le même temps, des unités serbes et monténégrine s'avancent en Bosnie-Herzégovine ; elles s'emparent de Pale le25 septembre 1914 ; face à la menace, une brigade de montagne est envoyée contre les unités monténégrines, qui refluent, découvrant la gauche du dispositif serbe. Ayant réorganisé son dispositif, Potiorek inflige aux Serbes une défaite à proximité de Sarajevo le 18 octobre, obligeant le commandement serbe à abandonner ses conquêtes du mois précédent et à repasser la frontière.

### Seconde phase

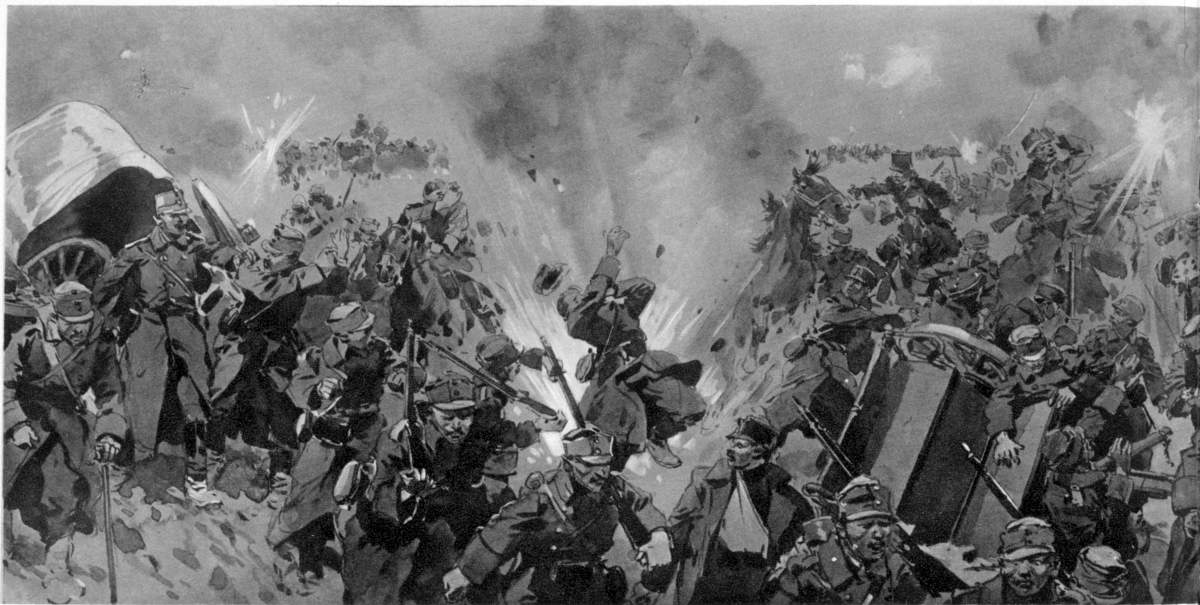
Débâcle de l'armée austro-hongroise, par Frédèric de Haenen, 1914.

Exploitant le succès d'octobre, Potiorek cherche à écarter définitivement la menace serbe, jouant sur la fatigue des soldats serbes, en lançant une opération de grande ampleur contre les positions serbes, alors que le front semble favorable à une attaque austro-hongroise sur des unités serbes en retraites.
Ainsi, le 6 novembre, à l'issue d'une solide préparation d'artillerie, Potiorek relance ses unités à l'assaut des positions serbes, les repoussant à 70 kilomètres de leurs positions de départ, au-delà de la Kolubara. Les premières lignes serbes sont ainsi rapidement dépassées ; en dépit de ces succès initiaux, cette offensive est menée cependant dans des conditions climatiques difficiles, aggravées par les pénuries alimentaires et vestimentaires qui frappent l'armée austro-hongroise
Ce recul des Serbes permet aux unités austro-hongroises de s'emparer de Valjevo le 15 novembre et de franchir la Kolubara le 17. Toutefois, les unités positionnées sur la rive orientale du fleuve se retrouvent isolées par la rupture des ponts avec la rive occidentale. 
Ces succès demeurent cependant précaires, en raison de la retraite en bon ordre des unités serbes et de la situation préoccupante du ravitaillement austro-hongrois au fur et à mesure de leur avancée à l'intérieur du territoire serbe.
Belgrade, faiblement défendue par un cordon de troupes, est reprise par les Austro-hongrois le 29 novembre, à la suite de l'évacuation de la ville par le commandement serbe et la Kolubara est franchie le 17 ; mais la prise de la ville a nécessité la division des forces engagées contre la Serbie. Face à ces succès austro-hongrois, le commandement serbe ordonne une retraite dans la profondeur du territoire, afin de garantir à l'armée en campagne de meilleures positions.
Galvanisées par la présence du roi Pierre, par un meilleur ravitaillement, par les mesures prises sur le front par les officiers, commandées par des généraux qui exploitent à merveille la division des forces voulue par le commandement austro-hongrois trop sûr de sa victoire, les unités serbes engagées dans la retraite mais renforcées par des troupes fraîches venues du sud du pays, se retournent contre les unités autrichiennes . En effet, dès le 2 décembre, les unités serbes contre-attaquent des unités austro-hongroises affaiblies et mal coordonnées les unes avec les autres et qui ne peuvent pas empêcher avec succès à la libération de la capitale serbe le 15 décembre. Au terme de ces opérations, durant les quinze premiers jours de décembre 1914, l'armée serbe reconstituée a expulsé du royaume l'armée austro-hongroise, qui laisse derrière elle des milliers de prisonniers, de blessés et une quantité importante de matériel de guerre et de munitions. 
À l'issue de cette victoire, le front se stabilise, chacun des deux adversaires adoptant une attitude défensive, favorisée par l'épuisement serbe, le redéploiement des unités austro-hongroises en Italie et en Galicie et par une épidémie de typhus sévissant en Serbie et le long du front.

## Conséquences
À l'issue de ces cinq mois de conflit, l'armée austro-hongroise a essuyé plusieurs défaites majeures face à la Serbie et a dû enregistrer des pertes élevées face à une armée serbe motivée, expérimentée et connaissant le terrain. 

### Conséquences militaires
De part et d'autre, les adversaires sont épuisés, entraînant la stabilisation du front sur la frontière d'avant la guerre, d'autant qu'une épidémie de typhus commence à sévir au sein des deux armées. La guerre de mouvement ne reprend qu'à la fin de l'année 1915 
L'armée austro-hongroise déployée face à la Serbie est décimée : l'unité engagée dans les Balkans, la 5e armée, nouvellement créée, ne compte que 81 000 soldats après les défaites de la fin de l'année, alors que les effectifs déployés face à la Serbie et au Monténégro avoisinaient les 400 000, répartis en deux armées de force équivalente avant les opérations.
Décimées, ces unités sont réorganisées, pour tenir compte de l'ampleur des pertes : à partir du 26 décembre 1914, l'armée est placée sous le commandement de l'archiduc Eugène, et se voit renforcée d'une division. 
Assumant les échecs en Serbie, le responsable du front du Sud-Est, Oskar Potiorek, présente sa démission, obéissant à une requête formulée par François-Joseph,, à la suite d'enquêtes ordonnées directement par ce dernier et confiées au nouveau Kronprinz Charles,. En effet, les premières opérations face à la Serbie ont démontré le caractère brouillon du commandement austro-hongrois, multipliant les ordres et les contrordres et ne coordonnant pas les mouvements des unités déployées sur le terrain. 
L'armée serbe, en dépit de ses succès, enregistre la perte de plus de 132 000 soldats, blessés, tués ou prisonniers.
Ces victoires n'ont cependant été possibles qu'en raison de la poussée russe en Galicie, retenant loin du front du Danube la majeure partie des effectifs austro-hongrois. Le commandement serbe, dans ses rapports avec les Alliés, néglige le fait que les unités austro-hongroises écrasées étaient de valeur médiocre et mal entraînées, La combinaison de ces deux fronts fait alors prendre conscience aux responsables militaires de la double monarchie l'impossibilité pour l'armée commune à mener des opérations sur deux fronts.

### Conséquences politiques
La résistance serbe face à la poussée austro-hongroise entraîne un fort courant de sympathie dans le monde entier.
Ainsi, l'armée serbe tire des victoires remportées en 1914 un grand prestige auprès de l'Entente ; chez les Alliés, les victoires serbes sont volontiers comparées à la victoire de la Marne, à la fin de l'été 1914. Ces victoires demeurent cependant fragiles, en grande partie dues à l'inertie des voisins balkaniques, retenus par les victoires serbes. En effet, dans chacun des États encore neutres de la péninsule, les deux alliances des Puissances possèdent des partisans, incitant ces pays, Roumanie, Bulgarie, Grèce à maintenir une stricte neutralité, en attendant de connaître les vainqueurs potentiels.
Enfin, les défaites essuyées en Serbie par les troupes de l'armée commune contribuent aussi à modifier les rapports de forces avec le Reich, allié à la monarchie danubienne : les militaires allemands multiplient alors les initiatives pour imposer la présence de contingents allemands dans les Balkans.
Cependant, en dépit des victoires serbes, le front des Balkans se trouve rapidement rétrogradé au rang de front secondaire, alors que le conflit met aux prises deux coalitions à l'échelle de l'Europe, préfigurant la perte d'influence de la double monarchie au sein de la Triplice.

### Sort des civils
Dès les premiers jours du conflit, la répression, couverte par Oskar Potiorek, investi de l'ensemble des pouvoirs civils et militaires en Bosnie-Herzégovine, puis dans les territoires serbes occupés, touche les Serbes de la double monarchie. En effet, dès la fin du mois de juillet, le commandant en chef du front Sud mène une politique vexatoire qui vise en priorité des Serbes de la double monarchie, traitant les Serbes de tous âges et de tout sexe comme des partisans en puissance, prenant des otages et ordonnant des exécutions.
Lors de la première occupation austro-hongroise, les soldats de la double monarchie, considérant l'ensemble de la population serbe comme des partisans en puissance, se livrent à de nombreuses exactions dans les villages serbes qu'ils traversent, abondamment rapportées par les reporters de guerre neutres ou Alliés ou des enquêteurs neutres invités par le gouvernement serbe. Dans ces villages, la population est rassemblée, et devant le refus de se soumettre à la double monarchie, elle est souvent massacrée dans des conditions parfois terribles. Au terme de la brève campagne de l'été, les exactions austro-hongroises sur les civils serbes ont entraîné la mort de près de 3 500 personnes, essentiellement des villageois résidant dans les agglomérations situées sur le passage des unités de la double monarchie et la fuite de 596 000 civils.,